# Atletismo nos Jogos Paralímpicos de Verão de 2016 – Revezamento 4x100 m masculino
As competições do revezamento 4x100 metros masculino do atletismo nos Jogos Paralímpicos de Verão de 2016 ocorreu nos dias 12 a 15 de setembro no Estádio do Maracanã. Houve duas provas com diferentes critérios e premiações.

## Resultados

### T11-13
| Pos. | Faixa | Nação           | Competidores                                                                                    | Tempo |
| ---- | ----- | --------------- | ----------------------------------------------------------------------------------------------- | ----- |
| 1    | 3     | BRA Brasil      | Diogo Ualisson (T12) Gustavo Henrique (T13) Daniel Silva (T11) Felipe Gomes (T11)               | 42.37 |
| 2    | 5     | CHN China       | Di Dongdong (T11) Sun Qichao (T12) Chen Mingyu (T12) Liu Wei (T13)                              | 43.05 |
| 3    | 1     | UZB Uzbequistão | Miran Sakhatov (T11) Mansur Abdirashidov (T12) Doniyor Saliev (T12) Fakhriddin Khamraev (T12)   | 43.47 |
| 4    | 7     | NAM Namíbia     | Johannes Nambala (T13) Moses Tobias (T11) Martin Amutenya Aloisius (T12) Ananias Shikongo (T11) | 43.66 |

### T42-47
| Pos. | Faixa | Nação              | Competidores | Tempo |
| ---- | ----- | ------------------ | --- | ----- |
| 1    | 6     | GER Alemanha       | Markus Rehm (T44) David Behre (T43) Felix Streng (T44) Johannes Floors (T43)                                                                         | 42.47 |
| 2    | 5     | BRA Brasil         | Renato Nunes da Cruz (T44) Yohansson Nascimento (T46) Petrúcio Ferreira (T47) Alan Fonteles (T43)                                                    | 42.04 |
| 3    | 3     | JPN Japão          | Hajimu Ashida (T47) Keita Sato (T44) Tomoki Tagawa (T47) Atsushi Yamamoto (T42)                                                                      | 44.16 |
| 4    | 8     | SRI Sri Lanka      | Upul Indika Abarana Gedara (T42) D. P. Herath Mudiyanselage (T46) Anil Prasanna Jayalath Yodha Pedige (T42) Ajith Prasanna Kumar Hettiarachchi (T44) | 47.12 |
| 5    | 4     | GRE Grécia         | Christos Koutoulias (T47) Michail Seitis (T44) Konstantin Veltsi (T44) Ioannis Sevdikalis (T43)                                                      | 47.79 |
| -    | 7     | USA Estados Unidos | Jerome Singleton (T44) Jarryd Wallace (T44) Jaquvis Hart (T47) Hunter Woodhall (T43)                                                                 | DSQ   |

## Medalhistas
País sede destacado
| Ordem | País            | Medalha de ouro | Medalha de prata | Medalha de bronze |   |
| ----- | --------------- | --------------- | ---------------- | ----------------- | - |
| 1     | BRA Brasil      | 1               | 1                |                   | 2 |
| 2     | GER Alemanha    | 1               |                  |                   | 1 |
| 3     | CHN China       |                 | 1                |                   | 1 |
| 4     | JPN Japão       |                 |                  | 1                 | 1 |
| 4     | UZB Uzbequistão |                 |                  | 1                 | 1 |
| TOTAL | TOTAL           | 2               | 2                | 2                 | 6 |

Legenda
| Recorde mundial      | Recorde mundial (World record)               |                       | Recorde africano                      | Recorde africano (African) |                                           | Q | Classificado por posição (Qualified) |
| Recorde paralímpico  | Recorde paralímpico (Paralympic record)      | Recorde da América    | Recorde da América (Americas)         | q                          | Classificado por melhor tempo (Qualified) |   |                                      |
| Melhor marca do ano  | Melhor marca do ano (World leading)          | Recorde asiático      | Recorde asiático (Asian)              | DNS                        | Não largou (Did not start)                |   |                                      |
| Recorde nacional     | Recorde nacional (National record)           | Recorde europeu       | Recorde europeu (European)            | DNF                        | Não terminou (Did not finish)             |   |                                      |
| Recorde pessoal      | Recorde pessoal do atleta (Personal best)    | Recorde da Oceania    | Recorde da Oceania (Oceania)          | DSQ / DQ                   | Desclassificado (Disqualified)            |   |                                      |
| Recorde da temporada | Recorde da temporada do atleta (Season best) | Recorde sul-americano | Recorde sul-americano (South America) | NM                         | Sem marca (No mark)                       |   |                                      |